# Bennighausen
Koordinaten: 51° 3′ 31″ N, 8° 40′ 36″ O
Bennighausen ist eine Wüstung auf dem Gebiet der heutigen Gemeinde Allendorf (Eder) im Landkreis Waldeck-Frankenberg, Hessen.

## Lage
Die Siedlung befand sich östlich von Osterfeld und nördlich von Allendorf (Eder) und ist vermutlich mit Binghausen im Binghäuser Grund gleichzusetzen.

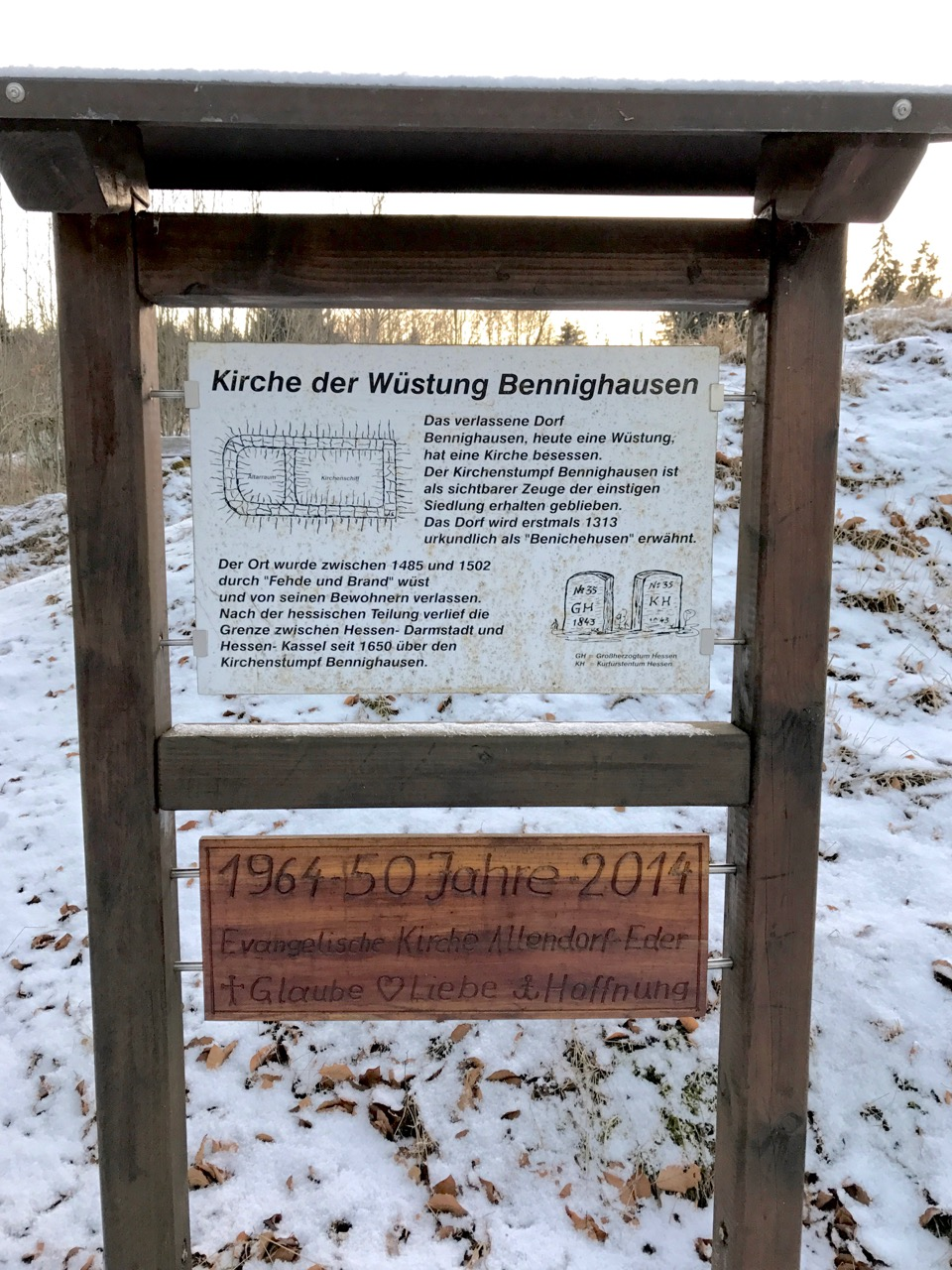
Infotafel

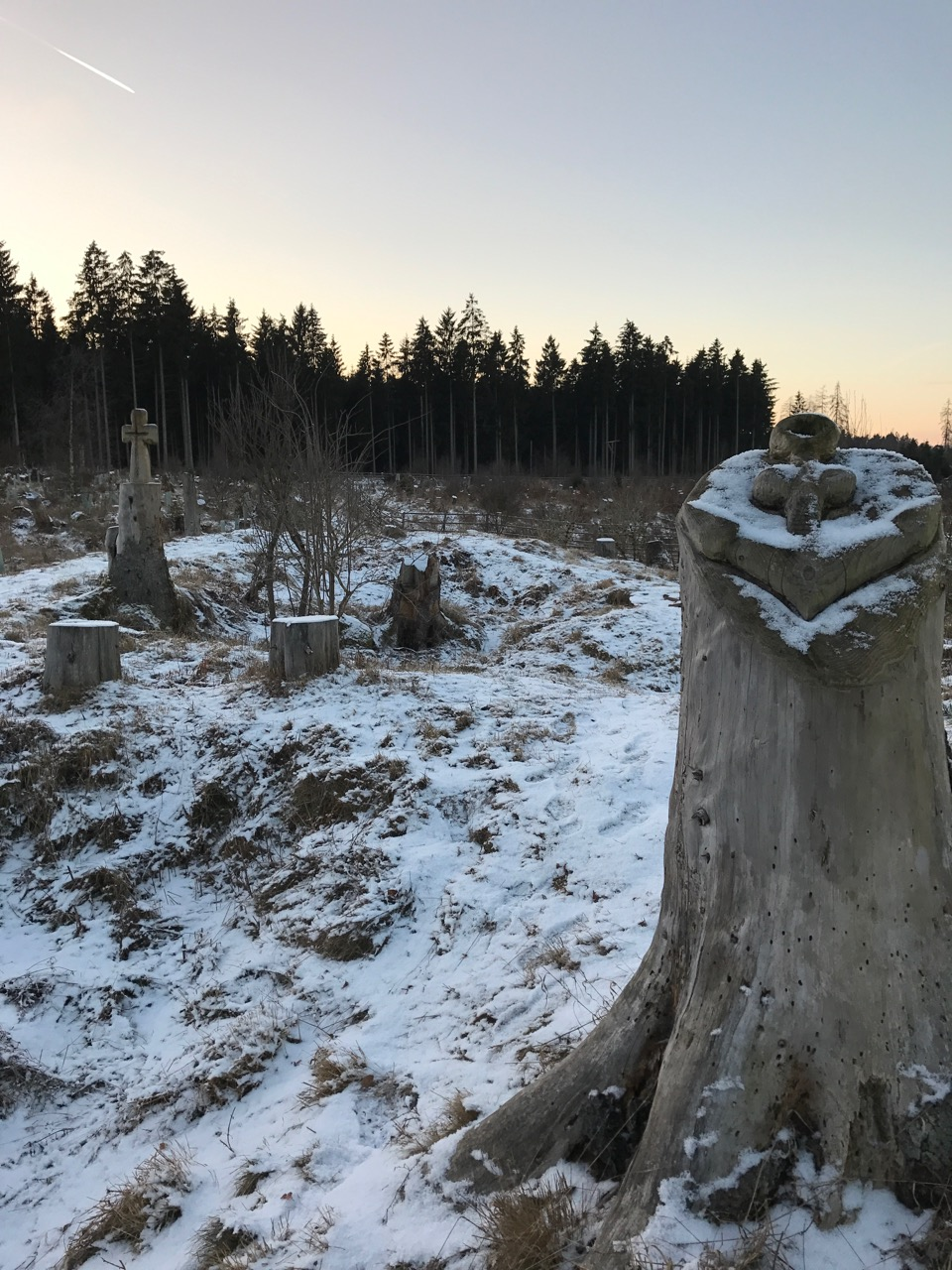
Reste der Kirchenmauern und verzierte Baumstümpfe

## Geschichtliches
Der Ort wird erstmals im Jahr 1313 als Benichehusen urkundlich erwähnt. In späteren Urkunden findet er als 
Bennykhusen (1357), Bennekußen (1359), Bennekusen (1430), Bonighausen (1708/10) und Binghausen (1840–1861) Erwähnung.
1359 verkauften die Heiligenmeister zu Bromskirchen ihren Hof zu Bennekußen dem Werner von Allendorf. 1430 belehnte Graf Johann II. von Nassau-Dillenburg den Rat Widekind von Hohenfels mit Zehnten und Gütern u. a. zu Bennekusen. Der Ort wurde in der Zeit zwischen 1485 und 1502 aufgrund von „Fehde und Brand“ verlassen.
Nach der Teilung der Landgrafschaft Hessen und dem Hessenkrieg (1645–1648) verlief die Grenze zwischen Hessen-Kassel und Hessen-Darmstadt seit 1650 über den Stumpf der einstigen Kirche von Bennighausen.